# Aeroporto di Dresda
L'Aeroporto di Dresda (ICAO: EDDC - IATA: DRS) è un aeroporto tedesco situato a 9 km a nord-ovest dal centro di Dresda, in prossimità della strada europea E40, in quel tratto coincidente con la Bundesautobahn 4, nel territorio di Klotzsche.
La struttura è dotata di una pista in asfalto lunga 2 850 m posta all'altitudine di 230 m, con orientamento della pista RWY 04/22.
L'aeroporto è gestito dalla Flughafen Dresden GmbH ed è aperto al traffico commerciale.